# Нойенкирхен (Оснабрюк)
Нойенкирхен (нем. Neuenkirchen) — община в Германии, в земле Нижняя Саксония.
Входит в состав района Оснабрюк. Подчиняется управлению Нойенкирхен. Население составляет 4546 человек (на 31 декабря 2010 года). Занимает площадь 57,51 км².
| Год  | Население |
| ---- | --------- |
| 1990 | 3328      |
| 1995 | 4024      |
| 2000 | 4466      |
| 2005 | 4627      |
| 2010 | 4553      |